# 斉藤茂一
斉藤 茂一（さいとう もいち、9月19日 - ）は、日本の男性声優、ナレーター。東京都出身。シグマ・セブン所属。

## 略歴
シェイクスピアシアター9期生。25歳より東京俳優生活協同組合に所属。1978年より芸能活動開始。ニッポン放送第一回アマチュア声優コンテスト出身。シグマ・セブン創立年1988年より参加。

## 人物
報道、ドキュメンタリー分野やCM、医学・企業関係VPなどのナレーションを担当。
東洋大学総合情報学部講師（不定期）。

## 出演

### ナレーション
- 土曜プレミアム（NHK）
- 地球トラベラー（NHK BSプレミアム）
- ドキュメント地球時間
- 人間講座
- アジアWHO’S WHO
- BSプライムタイム
- 地球に好奇心
- 航海の冒険史
- 世界の祭り
- 和ーるど
- ジャパンインパクト
- 岩合光昭の世界ネコ歩きmini
- NNNきょうの出来事（日本テレビ）
- NNNニュースプラス1
- NNNドキュメント
- ザ・ワイド
- 隣の晩ご飯
- 檀れい名匠の里紀行
- ニュースJAPAN（フジテレビ）
- 情報プレゼンター とくダネ!（フジテレビ）
- 時代のカルテ
- C型肝炎特番
- アメリカ大統領選特番
- 荒俣宏エコスペシャル 豊かな海を取りもどせ!〜鉄鋼スラグという名の海の救世主〜（2017年11月26日、BSフジ）
- 松下奈緒・ゴッホの青春 そして色彩が生まれた（BSフジ）
- 松下奈緒「接吻」〜黄金の画家クリムトとウィーン1900年〜（BSフジ）
- 松下奈緒・光の画家モネと旅するセーヌ（BSフジ）
- 松下奈緒・ロダンを愛した女たち（BSフジ）
- 松下奈緒・モーツァルトの結婚（BSフジ）
- いま日本は（テレビ朝日）
- ここがポイント‼︎池上彰解説塾⇒池上彰のニュースそうだったのか!!
- ザ・スクープ ⇒ ザ・スクープSPECIAL
- サンデープロジェクト
- スーパーJチャンネル
- ザ・ニュースキャスター
- ニュースステーション
- テレメンタリー
- 皇室スペシャル（BS朝日）
- WILD NATURE 地球大紀行（BS朝日）
- 近未来×予測テレビ ジキル&ハイド（ABC）
- 古代文明ミステリー たけしの新・世界七不思議（テレビ東京）
- 黄金の国ジパング
- オーダーマニア
- 愛の貧乏脱出大作戦
- TXNニュースアイ
- 人間発見
- おんな北斎〜天才浮世絵師は二人いた!（読売テレビ）
- 北斎 幻の海〜パリで発見! 伝説の傑作“千絵の海”完全復刻〜（NHKテレビ）
- 日立 世界・ふしぎ発見!（TBSテレビ）
- 歴史秘話ヒストリア 「女王はいずこに眠る クレオパトラの墓の謎」（NHKテレビ、声の出演）
- 所さんの学校では教えてくれないそこんトコロ!（テレビ東京、声の出演）
- ユニ・チャーム「オヤスミマン」（CMのナレーション、1992年）
- サントリー「ロコモア」（CMのナレーション、2018年）
- ETV特集「宮沢賢治 銀河への旅〜慟哭の愛と祈り〜」（NHKEテレ、ナレーション）
- 日本人の3割しか知らないこと くりぃむしちゅーのハナタカ!優越館（テレビ朝日）

### テレビアニメ
- デビルマンレディー（1998年、山崎正義）
- 名探偵コナン（1998年、伊東洋）
- KAIKANフレーズ（1999年、佐々木浩一）
- 神無月の巫女（2004年、大神カズキ）
- RobiHachi（2019年、CMナレーション）

### 劇場アニメ
- とべ!くじらのピーク（1991年）
- 地球外少年少女（2022年、トゥエルブ） - 前後編に分けて劇場公開、Netflixでは全6話で配信

### OVA
- 銀河英雄伝説（1991年、ドロイゼン）

### 吹き替え
- 燃えよドラゴン

### 特撮
- 仮面ライダーBLACK RX（1988年、怪魔異生獣アッチペッチーの声、怪魔ロボット・トリプロン3号の声、怪魔獣人ガイナバラスの声、怪魔獣人ガイナカマキルの声、怪魔異生獣ギメラゴメラの声、ライドロンの声〈第15話〉）
- 世界忍者戦ジライヤ（1988年、鳥忍カラス天狗の声、聖忍アラムーサの声（2代目）、水忍シルバーシャーク（第48話） 他）
- スーパー戦隊シリーズ
  - 超獣戦隊ライブマン（1988年、ギルド星人ギルドスの声）
  - 高速戦隊ターボレンジャー（1989年、レーサーボーマの声、シニガミボーマの声）
  - 恐竜戦隊ジュウレンジャー（1992年、ドーラガンサクの声）
  - 電磁戦隊メガレンジャー（1997年、ムカデネジレの声）

### ラジオ
- イクスピアリ・ストーリー（bayfm、ミニ番組）
- ホテルズ・スタイル（同上）
- MIND VOYAGE春〜冬（bayfm）

### テレビドラマ
- 小京都ミステリー1（1989年）